# Veretillidae
Veretillidae is een familie van neteldieren uit de klasse van de Anthozoa (Bloemdieren).

## Geslachten
- Amphibelemnon
- Cavernularia Valenciennes in Milne-Edwards & Haime, 1850
- Cavernulina Kükenthal & Broch, 1911
- Lituaria Valenciennes, 1850
- Veretillum Cuvier, 1798